# Plaza Huincul
Plaza Huincul är en ort i Argentina.   Den ligger i provinsen Neuquén, i den sydvästra delen av landet, 1 100 km väster om huvudstaden Buenos Aires. Plaza Huincul ligger 600 meter över havet och antalet invånare är 12 273.
Terrängen runt Plaza Huincul är platt. Närmaste större samhälle är Cutral-Có, 2,1 km väster om Plaza Huincul.
Runt Plaza Huincul är det i huvudsak tätbebyggt. Runt Plaza Huincul är det ganska glesbefolkat, med 50 invånare per kvadratkilometer.